# Liste der Biografien/Schmidt, D
Liste der Biografien |
Portal Biografien |
D Personensuche
# |
A |
B |
C |
D |
E |
F |
G |
H |
I |
J |
K |
L |
M |
N |
O |
P |
Q |
R |
S |
T |
U |
V |
W |
X |
Y |
Z |
?
 
Sa |
Sb |
Sc |
Sd |
Se |
Sf |
Sg |
Sh |
Si |
Sj |
Sk |
Sl |
Sm |
Sn |
So |
Sp |
Sq |
Sr |
Ss |
St |
Su |
Sv |
Sw |
Sy |
Sz
 
Sca–Sce |
Sch |
Sci–Scz
 
Scha |
Schc |
Schd |
Sche |
Schg |
Schi |
Schj |
Schk |
Schl |
Schm |
Schn |
Scho |
Schp |
Schr |
Schs |
Scht |
Schu |
Schv |
Schw |
Schy
 
Schma |
Schme |
Schmi |
Schmo |
Schmu |
Schmy
 
Schmic |
Schmid |
Schmie |
Schmig |
Schmik |
Schmil |
Schmin |
Schmir |
Schmis |
Schmit
 
Schmida |
Schmidb |
Schmide |
Schmidf |
Schmidg |
Schmidh |
Schmidi |
Schmidj |
Schmidk |
Schmidl |
Schmidm |
Schmidp |
Schmidr |
Schmids |
Schmidt |
Schmid, A |
Schmid, B |
Schmid, C |
Schmid, D |
Schmid, E |
Schmid, F |
Schmid, G |
Schmid, H |
Schmid, I |
Schmid, J |
Schmid, K |
Schmid, L |
Schmid, M |
Schmid, N |
Schmid, O |
Schmid, P |
Schmid, R |
Schmid, S |
Schmid, T |
Schmid, U |
Schmid, V |
Schmid, W |
Schmid, Y
 
Schmidt, A |
Schmidt, B |
Schmidt, C |
Schmidt, D |
Schmidt, E |
Schmidt, F |
Schmidt, G |
Schmidt, H |
Schmidt, I |
Schmidt, J |
Schmidt, K |
Schmidt, L |
Schmidt, M |
Schmidt, N |
Schmidt, O |
Schmidt, P |
Schmidt, R |
Schmidt, S |
Schmidt, T |
Schmidt, U |
Schmidt, V |
Schmidt, W |
Schmidt, Y |
Schmidtb |
Schmidtc |
Schmidte |
Schmidtg |
Schmidth |
Schmidti |
Schmidtk |
Schmidtl |
Schmidtm |
Schmidtn |
Schmidts
Die Liste der Biografien führt alle Personen auf, die in der deutschsprachigen Wikipedia einen Artikel haben. Dieses ist eine Teilliste mit 36 Einträgen von Personen, deren Namen mit den Buchstaben „Schmidt, D“ beginnt.

## Schmidt, D

### Schmidt, Da
- Schmidt, Dagmar (1948–2005), deutsche Politikerin (SPD), MdB
- Schmidt, Dagmar (* 1963), deutsche Installationskünstlerin
- Schmidt, Dagmar (* 1973), deutsche Historikerin und Politikerin (SPD), MdBDagmar Schmidt (* 1973)

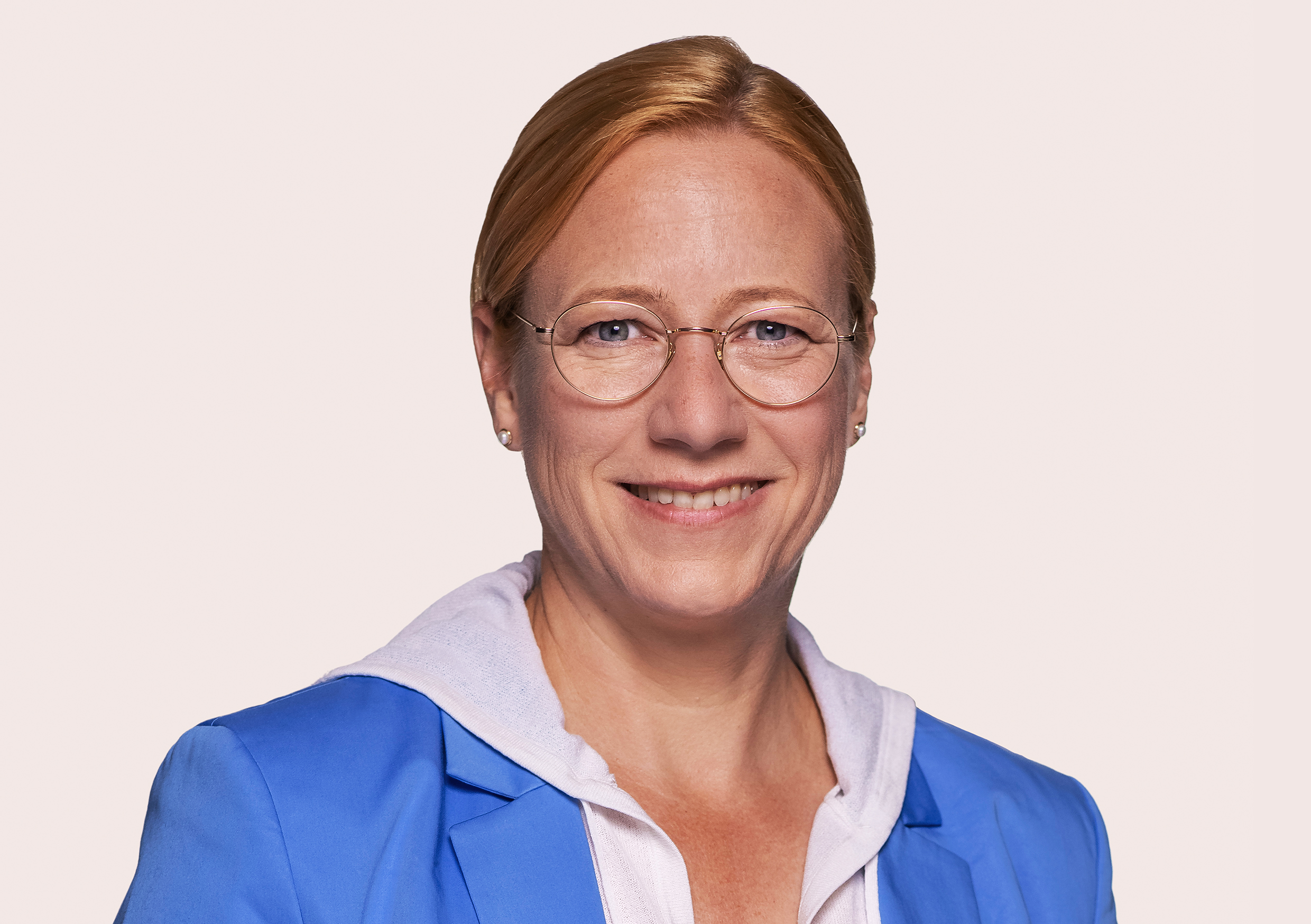
Dagmar Schmidt (* 1973)

- Schmidt, Daniel (* 1990), deutscher Basketballspieler
- Schmidt, Daniel (* 1992), japanischer Fußballtorhüter
- Schmidt, Danny (* 2003), deutscher Fußballspieler
- Schmidt, David (* 1993), deutscher Handballspieler
- Schmidt, David Theodor (* 1982), deutscher Pianist

### Schmidt, De
- Schmidt, Delf (* 1945), deutscher Lektor
- Schmidt, Denis (* 1980), deutscher Schauspieler und Synchronsprecher
- Schmidt, Dennis (* 1988), deutscher Fußballspieler
- Schmidt, Derek (* 1968), US-amerikanischer Politiker
- Schmidt, Detlef (1882–1951), deutscher Verwaltungsjurist, Oberbürgermeister von Neumünster und Hameln
- Schmidt, Detlef (* 1944), deutscher Manager
- Schmidt, Detlef (* 1945), deutscher Heimatforscher
- Schmidt, Detlef (* 1959), deutscher Schwimmer

### Schmidt, Di
- Schmidt, Diedrich (1868–1939), deutscher Lehrer, Unternehmer und Politiker
- Schmidt, Diedrich Heinrich (1933–2020), deutscher Autor
- Schmidt, Dierk (* 1965), deutscher Künstler
- Schmidt, Dieter (* 1938), deutscher Fußballspieler
- Schmidt, Dieter (* 1939), deutscher Augenarzt
- Schmidt, Dieter (* 1947), deutscher Fußballspieler
- Schmidt, Diether (1930–2012), deutscher Kunsthistoriker
- Schmidt, Dietmar (1911–1984), deutscher Journalist
- Schmidt, Dietmar, deutscher Tischtennisspieler
- Schmidt, Dietmar (* 1952), deutscher Handballspieler und Trainer
- Schmidt, Dietmar N. (1938–2007), deutscher Kulturmanager, Publizist und Dokumentarfilmer
- Schmidt, Dirk (* 1964), deutscher Schriftsteller
- Schmidt, Dirk (* 1966), deutscher Motivationstrainer und Redner
- Schmidt, Dirk (* 1980), deutscher Illustrator und Designer

### Schmidt, Dm
- Schmidt, Dmitri Arkadjewitsch (1896–1937), sowjetischer Oberst

### Schmidt, Do
- Schmidt, Dominik (* 1987), deutscher FußballspielerDominik Schmidt (* 1987)

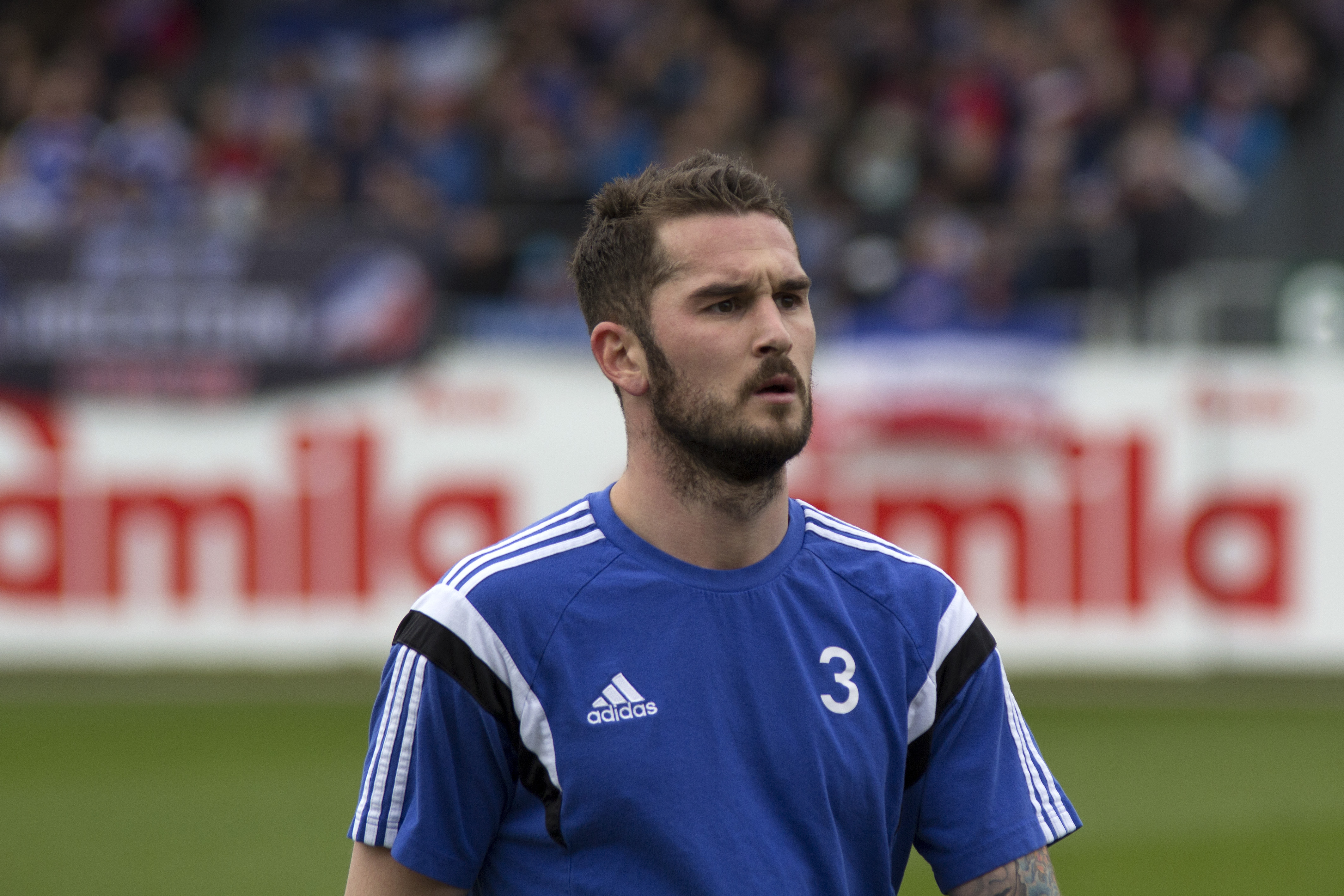
Dominik Schmidt (* 1987)

- Schmidt, Dora (1895–1985), Schweizer Beamtin, Schriftstellerin und Frauenrechtlerin
- Schmidt, Doris (1918–2008), deutsche Kunstkritikerin und Journalistin
- Schmidt, Dörte (* 1964), deutsche Musikwissenschaftlerin und Professorin an der Universität der Künste Berlin

### Schmidt, Dy
- Schmidt, Dylan (* 1997), neuseeländischer Trampolinturner